# 農業・協同組合省
農業・協同組合省 (のうぎょう・きょうどうくみあいしょう、タイ語: กระทรวงเกษตรและสหกรณ์、英語: Ministry of Agriculture and Cooperatives 英略称:MOAC）は、タイ王国政府の省の一つ。1892年に設置。

## 概要
農業・協同組合省は、タイで最も古い省の一つである。省は農業政策、水資源分配、灌漑、農業組合の開発推進、加工商品化に関してに責任を持っている。タイは伝統的に農業分野強みを持つ農業国であるために、同省は政府内においても重要な地位を占めている。農業・協同組合大臣が省の長となる。

## 歴史
農業・協同組合省はタイ政府において最も古い省の一つである。タイ史において農業と農民生活の問題は統治者にとって変わることのない重要な課題であった。まずアユタヤ王朝時代の1350年に米、農産物、畜産物に関する紛争の予防、処理を担当する部局、グロン・ナー（กรมนา）が設置された。 やがて、同部局は、国王の命により、土地改革、灌漑、畜産の管理、王室穀倉への米収集、王の下賜地の管理、土地所有係争の処理、地方行政官の指名など幅広い権能を持つようになっていった。
ラタナコーシン朝時代に入ると、組織名は何度も改名されることになった。1892年4月1日、 ラーマ5世の御世に省に昇格し、農業商務省（กระทรวงเกษตรพนิชการ）と名づけられた。その後、1898年に農業省（กระทรวงเกษตราธิการ）、1932年に農商省（กระทรวงเกษตรพาณิชยการ）、1933年に経済省（กระทรวงเศรษฐการ）、1935年には農業省（กระทรวงเกษตราธิการ）に戻り、1952年には農務省（กระทรวงเกษตร）、そして最後に1972年に現在の農業・協同組合省という名称に改名された。

## 所在地
バンコク プラナコーン区バーンパーントム地区 ラーチャダムヌーンノーク通り 3（เลขที่ 3 ถนนราชดำเนินนอก แขวงบ้านพานถม เขตพระนคร กรุงเทพฯ 10200）

## 部局

### 事務
- 大臣官房
- 次官事務局

### 部局
- 灌漑局 （กรมชลประทาน）
- 協同組合会計監査局 （กรมตรวจบัญชีสหกรณ์）
- 水産局 （กรมประมง）
- 畜産局 （กรมปศุสัตว์）
- 土地開発局 （กรมพัฒนาที่ดิน）
- 農業研究局 （กรมวิชาการเกษตร）
- 農業普及局 （กรมส่งเสริมการเกษตร）
- 協同組合振興局 （กรมส่งเสริมสหกรณ์）
- 農地改革事務局 （สำนักงานการปฏิรูปที่ดินเพื่อเกษตรกรรม）
- 国家農産品・食品規格事務局 （สำนักงานมาตรฐานสินค้าเกษตรและอาหารแห่งชาติ）
- 農業経済事務局 （สำนักงานเศรษฐกิจการเกษตร）
- 米作局（กรมการข้าว）

### 府関連の公社・公共機関
- タイ国ゴム公社 （การยางแห่งประเทศไทย:กยท.）
- 農業開発研究所 （สำนักงานพัฒนาการวิจัยการเกษตร）
- タイ国酪農振興機構 （องค์การส่งเสริมกิจการโคนมแห่งประเทศไทย:อสค.）
- 水産物市場機構 （องค์การสะพานปลา:อสป.）
- 農産物市場機構 （องค์การตลาดเพื่อเกษตรกร:อ.ต.ก.)
- 高地研究開発研究所 （สถาบันวิจัยและพัฒนาพื้นที่สูง）

## 関連事項
- 内閣 (タイ)